# Nina Oulianenko
Nina Zaharovna Oulianenko, née le 17 décembre 1923 et morte le 31 août 2005, est une navigatrice et pilote aviatrice du 588e NBAP, 325e division d'aviation des bombardiers de nuit, 4e Armée de l'Air, deuxième front biélorusse pendant la Seconde Guerre mondiale. Elle reçoit le titre d'Héroïne de l'Union soviétique le 18 août 1945.

## Enfance et éducation
Oulianenko est née à Votkinsk le 17 décembre 1923 dans une famille russe. Après l'école secondaire, elle étudie à l'École Technique d'Aviation de Saratov avant d'intégrer le DOSAAF aéroclub en 1939, où elle a fait son premier vol le 11 avril 1940.

## Carrière militaire
Après l'invasion allemande de l'Union soviétique, elle étudie la navigation à l'école militaire d'aviation d'Engels avant d'être déployée sur le front en mai 1942 avec le 588e NBAP, rebaptisé plus tard le 46e régiment de bombardiers de nuit de la garde. En 1944, elle devient cheffe de liaison de son régiment. Elle prend part à la Bataille de Stalingrad et à des missions en Crimée, dans le Caucase, en Pologne, en Prusse Orientale et, éventuellement, participe à la Bataille de Berlin. Elle est membre du Parti communiste de l'Union soviétique à partir de 1944. À la mi-février 1945, elle a effectué 388 sorties en tant que navigatrice et 530 vols en tant que pilote d'un Po-2 ; à la fin de la guerre, elle a fait 905 sorties, lâché 120 tonnes de bombes, endommageant dix véhicules, quatre bacs, et forçant quatre batteries d'artillerie à battre en retraite. Pour son service pendant la guerre, elle reçoit le titre d'Héroïne de l'Union soviétique le 18 août 1945,.

## Après-guerre
Après avoir quitté l'armée à la fin de la guerre, Oulianenko entre à l'Institut Militaire des Langues Étrangères de Moscou en novembre 1945. En 1946, elle déménage à Koursk avec son mari Nicolas Minakov, où elle travaille pendant deux ans en tant que rédactrice pour le journal Kurskaya Pravda. En 1948, elle part pour Ijevsk en Oudmourtie, où elle travaille en tant que rédactrice pour le journal Oudmourtie Pravda. Entre 1947 et 1951, elle est députée du Soviet Suprême. À partir de 1957, elle travaille en tant que professeure et instructrice dans un local de l'aéroclub DOSAAF après avoir eu son diplôme à l'Université d'État d'Oudmourtie en 1955. Elle meurt le 31 août 2005.

## Distinctions
- Héros de l'Union soviétique
- Ordre de Lénine
- Ordre du Drapeau rouge
- Ordre de la Guerre patriotique
- Ordre de l'Étoile rouge
- Médaille pour la victoire sur l'Allemagne dans la Grande Guerre patriotique de 1941-1945